# 堺まつり
堺まつり（さかいまつり）は、毎年10月の第3日曜日とその前日の土曜日に、大阪府堺市堺区で行われている祭・イベント。国境の街「堺」を象徴する、旧摂泉国境の大小路を中心に開かれる。主催は堺観光コンベンション協会。

## 歴史
宿院頓宮への渡御祭にあわせて立つ大魚夜市が1974年から一時期中断されたため、その代替的イベントとして同年より始まった経緯を持つ。なお、大魚夜市は1982年から再開されている。2020年、2021年の開催は中止となった。

## 内容
前夜祭、大パレード、大茶会、なんばん市を柱に実施される。堺市役所前庭や、地元商店街近辺などでも同時にイベントが行われる。

### 前夜祭
- 土曜日、Minaさかい（市役所前市民交流広場）にて郷土芸能、芸能人、漫才師などを招いて行われる。
- 同時間帯、Minaさかいで堺まつりふとん太鼓連合保存会により前夜祭が挙行され、6台のふとん太鼓が順に運行する。
- 2006年にはJ:COM10局で生中継で放送された。

### なんばん市
- ザビエル公園内にて世界の食材の飲食ブース、地場産品即売会（刃物、和菓子、線香、昆布、織物など）、企業PRブース、各種団体によるステージが行われる。

### 大パレード
- 日曜日の11：00開始。大小路橋近傍の堺市立熊野小学校前から大小路を約1km西進し、吾妻橋近傍の堺市立市小学校前に至る。大小路を中心とした近隣地域が歩行者天国となる。
- 世界の民族衣装の行列、民族舞踊、地元幼稚園、小学校による鼓笛隊、変わり種自転車や一輪車、火縄銃隊による模擬射撃や堺にまつわる団体、芸能人が参加し、最後は10台のふとん太鼓が運行し(2022年度はフェニックス通りで6台の太鼓台が運行)17：00頃幕を閉じる。総勢約7000人がパレードに参加。
- パレードの模様は、堺地区のケーブルテレビ局、J:COM堺での生中継放送が行われている。

### 大茶会
大仙公園内と南宗寺において同時開催される。
大仙公園会場
- 大学及び幼稚園による野点席、煎茶団体による煎茶席（堺市茶室「伸庵」）を実施。
- 琴、尺八による演奏、和菓子の即売等も行われる。

南宗寺会場
- 三千家による本点、野点席を実施。